# Lew Achmatow
Lew Sołomonowicz Achmatow (ros. Лев Соломонович Ахматов, ur. 23 grudnia 1899 w Żaszkowie, zm. 8 marca 1937) – działacz partyjny i państwowy Ukraińskiej SRR.

## Życiorys
W latach 1917–1918 działał w Ukraińskiej Partii Komunistycznej (borotbistów), a od 1919 w RKP(b), 1920-1922 był sekretarzem Rady Komisarzy Ludowych Ukraińskiej SRR, a 1922-1925 starszym zastępcą prokuratora guberni kijowskiej ds. sądu gubernialnego. W latach 1925–1933 był prokuratorem Sądu Najwyższego Ukraińskiej SRR, od kwietnia 1933 do czerwca 1934 zarządzającym sprawami Rady Komisarzy Ludowych Ukraińskiej SRR, od 23 stycznia 1934 do 30 stycznia 1936 zastępcą członka KC KP(b)U, jednocześnie 1934-1935 prokuratorem obwodu dniepropetrowskiego, potem szefem Wydziału Obozów Pracy NKWD Ukraińskiej SRR. 31 lipca 1936 został aresztowany, następnie skazany na śmierć i rozstrzelany.